# トナラー
トナラーは、すぐに人の隣の位置に来るような人のこと。電車やバス、駐車場、映画館、サウナ、トイレなどでトナラーが見られる。トナラーは、他の場所が多く空いているにもかかわらず、すでに誰かがいる場所の隣にわざわざ位置取る。
トナラーとなる要因は様々であり、セクハラをするような者や、心理的な問題でこのようになっている者などがいる。人間というのは自分のテリトリーであると思うパーソナルスペースという空間があり、トナラーが隣にいる場合パーソナルスペースが侵されて不快に感じることになる。トナラーはパーソナルスペースに無頓着なため、空いている空間であっても他の人の隣になるということを気にしていない。

## 概要
パーソナルスペースの感じ方は人それぞれであるため、パーソナルスペースと認識する距離が小さい人は、他の人にとってのトナラーとなっている場合がある。トナラーがパーソナルスペースを気にしないまたは小さい人ならば、席を移動してトナラーとは離れた席に移動すれば、トナラーは隣には移動してこない。ただし、セクハラ・痴漢等の目的がある場合はその限りではない。
渋谷昌三は、トナラーが来ないようにするためには、壁に隣接していて他の人が来づらい隅の席に座るか、近付いてくる人に対して顔が見えるような席に着けば良いとする。人間というのは相手の顔が直接見えるような所に座っていたら相手は来づらく、また、目が合えば相手に威嚇されたと感じるため、思わず大きな距離をとりがちになるためである。
高速バスにおいて、他に空席があるにもかかわらず、「隣が女性だったらいいな」とわざわざ予約の入っている席の隣の席を確保する男性トナラーもいるという。そうしたトナラーに対する防護策として、個人で2人分の座席を隣り合わせに予約し、出発直前に片方をキャンセルして隣の席を空席にする相席ブロックという対応を取る女性もいるという。